# Макрос Нула
Макрос Нула (Macross Zero) је аниме серија и наставак Супердимензионалне тврђаве Макрос. Радња серије је смештена 9 година након пада ванземаљског брода на Земљу и једну годину пре Првог свемирског рата. Ванземаљски брод, који ће касније бити поправљен и коме ће име бити промењено у SDF-1 Макрос, је прозуроковао формирање УН владе и изазвао УН ратове. Усред овог насиља, пилот авиона F-14 по имену Шин Кудо је нападнут од стране чудног непријатељског авиона који може да се трансформише у робота. Срушивши се на Мајанска острва, али ипак преживевши, Шин сазнаје да ово удаљено острво и његови мирољубиви домороци чувају велику тајну која их повезује са ванземаљским бродом и који ће се наћи у средишту рата, хтели то или не. Рој Фокер, један од главних ликова из оригиналне серије се такође појављује и у овој серији.

## Ликови
- Шин Кудо: јапански/амерички војни пилот који лети за УН снаге. Изгубио је своје родитеље на почетку рата.
- Сара Номе: Свештеница Мајанских острва. Врло неповерљива према странцима и насиљу који они доносе са собом.
- Мао Номе: Сарина млађа сестра. Весела и друштвена, Мао жели да упозна спољашњи свет.
- Рој Фокер: Славни ас УН снага и тест-пилот нових експерименталних преобразивих ловаца VF-0.
- Д. Д. Иванов: Ас пилот које лети за Анти-УН снаге. Бивши инструктор Роја Фокера који је постао његов највећи ривал. Лети у преобразивом ловцу SV-51.
- Нора Пољански: Ивановљева девојка и пратилац. Немилосрдан и врло добро обучен војник посвећен борби коју воде Анти-УН снаге.